# Enrique Rodríguez Guerrero
Enrique Rodríguez Guerrero   (Granada, 8 de novembre de 1983) és un escaquista andalús que té el títol de Gran Mestre Internacional des de 2007.
A la llista d'Elo de la FIDE del desembre de 2019, hi tenia un Elo de 2416 punts, cosa que en feia el jugador número 86 de l'estat espanyol, i el número 302 del rànquing mundial. El seu màxim Elo va ser de 2502 punts, a la llista de l'abril de 2003.
Amb un estil eminentment tàctic, en el seu repertori d'obertures compta amb l'obertura Ruy López, la defensa siciliana, la defensa semieslava, la defensa Benoni i el gambit Volga.

## Primers anys
Va començar a jugar als escacs a l'edat de 9 anys. En els Campionats Escolars de Granada aconseguí ser el millor Sub-12 l'any 1995 per després ser el millor absolut de totes les categories escolars els anys 1996, 1997, 1998 i 1999. Es va convertir en el jugador més jove de la història en guanyar el campionat absolut de la Federació Granadina d'Escacs l'any 1998, a l'edat de 14 anys; fita que repetí l'any següent. La seva primera victòria sobre un GM en partides lentes va ser a l'edat de 16 anys, quan va derrotar el GM croat Davor Komljenovic.

## Resultats destacats en competició
L'any 2003 va participar en el Campionat d'Espanya d'escacs absolut, on no arribà a les semifinals i acabà 2n. del Grup II. En el Campionat d'Espanya obert, va acabar 5è el 2004 amb 7/9 (el guanyador va ser Jesús Barón) i el 2005 va acabar 9è amb 6/9 (el guanyador va ser Manuel Rivas Pastor). L'any 2007 va participar en el Campionat d'Espanya d'escacs de seleccions autonòmiques com a segon taulell d'Andalusia, que acabà quarta. La seva puntuació individual va ser de 3,5/6.
L'any 2005 va vèncer en el Torneig Internacional de Dos Hermanas B, on va superar cinc Grans Mestres i quatre Mestres Internacionals espanyols.
L'any 2006 va acabar 5è a l'Obert Internacional de Granada amb 7/9, empatat en els llocs 1r.-7è. En aquest torneig, amb 19 anys, hi va obtenir el resultat definitiu que el consagrava com a Gran Mestre de la FIDE. Va ser el segon GM d'Andalusia, després de Manuel Rivas Pastor.
L'any 2007 va vèncer en el Torneig d'Escacs Vila de Mislata amb 8/9.